# 瓯宁街道
瓯宁街道，是中华人民共和国福建省南平市建瓯市下辖的一个街道办事处，位于建溪以西。

## 行政区划
瓯宁街道下辖以下地区：
西池社区、莲花社区、福宁社区、水西村和七里街村。